# Effectif actuel du Club des patineurs de Berne
| No    | Nom                | Nat. | Position  | Arrivée                      |
| ----- | ------------------ | ---- | --------- | ---------------------------- |
| +035, | Tomi Karhunen      |      | Gardien   | 2020 - Pelicans Lahti        |
| +030, | Philip Wüthrich    |      | Gardien   | 2020 - SC Langenthal         |
| +055, | Calle Andersson    |      | Défenseur | 2017 - Wolf Pack de Hartford |
| +058, | Eric Blum          |      | Défenseur | 2013 - Kloten Flyers         |
| +077, | Yanik Burren       |      | Défenseur | 2016 - Formé au club         |
| +017, | Beat Gerber        |      | Défenseur | 2001 - SC Langnau Tigers     |
| +014, | Colin Gerber       |      | Défenseur | 2016 - Formé au club         |
| +009, | Mika Heunauer      |      | Défenseur | 2019 - Formé au club         |
| +017, | Thomas Thiry       |      | Défenseur | 2020 - EV Zoug               |
| +065, | Ramon Untersander  |      | Défenseur | 2014 - HC Bienne             |
| +049, | Miro Zryd          |      | Défenseur | 2020 - EV Zoug               |
| +011, | Alain Berger       |      | Attaquant | 2012 - Bulldogs de Hamilton  |
| +000, | Ted Brithén        |      | Attaquant | 2020 - Rögle BK              |
| +044, | André Heim         |      | Attaquant | 2016 - Formé au club         |
| +000, | Dustin Jeffrey     |      | Attaquant | 2019-2020 Lausanne HC        |
| +021, | Simon Moser – C    |      | Attaquant | 2012 SC Langnau Tigers       |
| +000, | Jan Neuenschwander |      | Attaquant | 2019-2020 HC Bienne          |
| +088, | Inti Pestoni       |      | Attaquant | 2014 - Admirals de Milwaukee |
| +081, | Thomas Rüfenacht   |      | Attaquant | 2014 - HC Lugano             |